# Dakhnā
Dakhnā är en ort i Indien.   Den ligger i distriktet Etāwah och delstaten Uttar Pradesh, i den centrala delen av landet, 290 km sydost om huvudstaden New Delhi. Dakhnā ligger 155 meter över havet och antalet invånare är 11 389.
Terrängen runt Dakhnā är mycket platt. Runt Dakhnā är det tätbefolkat, med 257 invånare per kvadratkilometer. Närmaste större samhälle är Etawah, 18,9 km nordväst om Dakhnā. Trakten runt Dakhnā består till största delen av jordbruksmark.